# Полевой, Владимир Александрович
Влади́мир Алекса́ндрович Полево́й  (укр. Володимир Олександрович Польовий; род. 28 июля 1985[…], Запорожье) — украинский футболист, левый защитник.

## Биография
С 10 лет в секции футбольного клуба «Металлург» (Запорожье) у тренера Владимира Олейника, затем у Владимира Шаповалова. С 2000 года в Киеве в футбольной академии Павла Яковенко. Заключил контракт с киевским «Динамо», также играл за «Борисфен-2», но после травмы был отпущен обратно в Запорожье. Дебютировал в Высшей лиге 14 марта 2004 года в матче с командой «Днепр». В начале 2011 года перешёл в киевский «Арсенал». В начале 2013 года перешёл в донецкий «Металлург». В июле 2014 года подписал трёхлетний контракт с днепропетровским «Днепром». В команде взял 8 номер.
Получил свой первый вызов в национальную сборную Украины на сбор, начинающийся 17 мая 2010 года. 25 мая дебютировал в составе сборной в товарищеском матче со сборной Литвы (4:0).
В феврале 2015 года на правах аренды перешёл в «Волынь».

## Достижения
«Металлург» (Запорожье)
- Финалист Кубка Украины: 2005/06

«Днепр-1»
- Победитель первой лиги: 2018/19